# César Vedani
César Vedani ( Buenos Aires, Argentina, 23 de agosto de 1906 – ibídem, 14 de abril de 1974), cuyo nombre completo era César Felipe Veldani,  fue un poeta argentino de quien se recuerda especialmente que escribió la letra del tango difundido mundialmente  Adiós muchachos.

## Actividad profesional
Su primera obra publicada fue el tango Vieja escuela de mi barrio de 1926, cuya música es del pianista Rodolfo Nasso. En 1927 publicó "Adiós muchachos", con música de Julio C. Sanders, que llegó a ser el tango más popular del mundo. Los dos fueron grabados por primera vez por Agustín Magaldi. Del mismo año es otro éxito, el tango Barra querida, con música de Carlos A. Sánchez (Carlos Sandoval), que al igual que el anterior fueron grabados por Carlos Gardel. El primer registro de esta última obra fue realizado por Azucena Maizani el 20 de septiembre de 1928. Dado el éxito de Adiós muchachos, en el segundo semestre de 1928 los autores viajaron a Europa y desde París y Barcelona promocionaron el tango en distintas casas editoriales y fonográficas europeas.
Vedani siguió escribiendo canciones pero si bien algunas fueron grabadas, ninguna repitió el éxito de las anteriores.
Colaboró en algunos periódicos y tuvo destacada actuación en el directorio de

## El tangoAdiós muchachos
El tango fue incluido en Wonder Bar, película de Estados Unidos dirigida en 1934 por Lloyd Bacon cuya acción transcurre en un cabaré de Monsmartre. También se ejecutó en dos filmes del actor francés Charles Boyer: History is Made at Night –Cena de medianoche- (1937) con Jean Arthur, en el cual la pareja lo baila y lo menciona como "nuestro tango" y en Together Again –Juntos otra vez- (1937).
Fue incluido en la banda de sonido de Scent of a Woman –Perfume de mujer- (1992) y en Scoop, dirigida por Woody Allen en 2006.
En televisión, el tango –con la letra de  Dorcas Cochran, fue cantado por Desi Arnaz en el episodio 31 de I Love Lucy en 1952 y por Lucille Ball en el episodio 130 de la misma serie, en 1955.
Louis Armstrong hizo su propia versión del tango con  el título I get ideas (Tengo Ideas) que lo grabó el 24 de julio de 1951, figurando Dorcas Cochran como autora de la letra. En Gran Bretaña hubo dos versiones tituladas Te guardaré siempre en mi corazón y Pablo el soñador. En Estados Unidos con el nombre de Farewell companions (Adiós compañeros) hay una versión que si bien intentó ser una traducción de la letra original, tiene pocas coincidencias con ésta.
En Italia hay una letra en italiano que pertenece a Eugenio Rondinella, y si bien conservó el título con las palabras y en el idioma original, es totalmente distinta pues se refiere a la despedida de un hombre que va a estar preso un año.
Dice Gobello del tango Adiós muchachos:

"se afirma que es el tango que mayor número de versiones fonográficas ha logrado en el mundo. Ciertamente su melodía es de las que se califican como pegadizas (aunque no coincide con el patetismo de los versos), pero no parecer ella razón suficiente de la aceptación lograda por los melodiosos ayes de un moribundo tanguístico".

## Nombres deAdiós muchachosregistrados en SADAIC
Los nombres con los que figura el registro del 20-11-1935 en SADAIC son los siguientes:
- Adiós muchachos
- Adiós  amigos
- Adieu
- Adieu París
- El Pablo el soñador
- Pablo The Dreamer
- Farewell Boys
- I get Ideas
- I’ll Keep you in my Hear
- Ik heb n Coca Cola
- Tango Medley
- Marianne
- Me revoici
- Twee donk re ogen
- Von gestern abend bis he
- Zwei rote Lippen vein
- Adiós muchachos-Sanders-Vedani
- Pablo el soñador El-Sanders
- Efsane ask

## Obras registradas en SADAIC.[5]
- A bailar muchachos con la colaboración de Julio César Sanders.
- Acariciando recuerdos con la colaboración de Agustín Irusta  (1941).
- Adiós muchachos con la colaboración de Julio César Sanders (1935).
- Alacrán con la colaboración de Alfredo Raúl Marengo (1933).
- Al cerrar los ojos con la colaboración de Manuel Buzón (1942).
- Al verte pasar (1942)
- Andá con tus amigos con la colaboración de Carlos Alberto Sánchez.
- Anoche con la colaboración de Guillermo del  Ciancio (1938).
- Barra querida con la colaboración de Carlos Alberto Sánchez	 (1933).
- Canción triste con la colaboración de Eduardo Pereyra	(1938).
- Mañana será tarde con la colaboración de Pedro Toscano	(1938).
- Mi castigo con la colaboración de Julio César Sanders	(1942).
- Mi ciudad con la colaboración de Andrés R. Domenech	(1941).
- Mi vida por tu amor con la colaboración de José Tinelli	(1942).
- Porotito con la colaboración de Raúl Díaz del Campo.
- Vení con la colaboración de Alejandro Fernández Ramos y Vicente Pedro José Leone.
- Viaje de novios con la colaboración de Eduardo Pereyra.
- Vieja escuela de mi barrio con la colaboración de Mario Rodolfo P. Nasso (1936).
- Volvamos a bailar con la colaboración de Hilario Alberto Mastracusa.
- When we are dancing o  Tengo ideascon la colaboración de Julio César Sanders.
- Yo también fui pibe con la colaboración de Agustín Bardi (1942).

## Filmografía
Adiós muchachos en la banda de sonido
- Wonder Bar (1934)[6]
- Freddie Martin & His Orchestra (cortometraje) (1935)
- Otra reunión de acusados (1939)
- Ciudad de conquista (1940)
- Otra vez juntos (1944)
- Esencia de mujer o Perfume de mujer (1992)
- Full Monty (1997)
- Vääpeli Körmy ja kahtesti laukeava (1997)
- Los impostores (1998)
- Zbogum na dvaesetiot vek (1998)
- Scoop (2006)

## Televisión
Adiós muchachos en la banda de sonido
- I Love Lucy ( episodio 31) (1952)
- I Love Lucy (episodio 130) (1955)
- Alys Robi (miniserie) (Episodio 1.2) (1995)